# Ocopipila
Ocopipila är en ort i Mexiko.   Den ligger i kommunen Zautla och delstaten Puebla, i den sydöstra delen av landet, 160 km öster om huvudstaden Mexico City. Ocopipila ligger 2 381 meter över havet och antalet invånare är 138.
Terrängen runt Ocopipila är huvudsakligen kuperad, men österut är den platt. Runt Ocopipila är det ganska tätbefolkat, med 72 invånare per kvadratkilometer. Närmaste större samhälle är Zaragoza, 14,2 km nordost om Ocopipila. Trakten runt Ocopipila består till största delen av jordbruksmark.